# Lanterloo

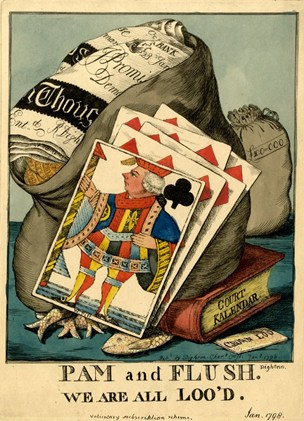
"Pam-flush" - Cuatro del mismo palo más el Pam (J♣).

Lanterloo o Loo es un juego de bazas del siglo XVII de la familia de los triunfos del cual existen numerosas variedades. Se enmarca en la línea de juegos de naipes que incluye a Napoleón, Euchre, Rams, Hombre, y Maw (Spoil Five). Se le considera una variante del juego denominado "All Fours", otro juego inglés posiblemente de origen holandés, en el cual los jugadores reponen sus manos luego de cada ronda tomando naipes nuevos del mazo.

## Historia
Con diferentes ortografías, tales como las formas francesas Lenterne, Lenturlu, Looterlu (que significa "arcos de violín", una palabra sin significado equivalente a "Lullay", o "Lulloo", usadas en canciones de cuna), se supone que el juego llegó a Inglaterra desde Francia muy probablemente con la restauración de la monarquía en 1660. En Francia originalmente se le llamaba Mouche ("Mosca"), que también era el nombre del flush de cinco naipes en ese juego y que se pasó a utilizar para denominar el flush de cuatro cartas en Lanterloo. También denominado Langtrillo en su forma primigenia y posteriormente simplemente Loo (también denominado Lant en el norte de Inglaterra hacia 1860, muy posiblemente por haber evolucionado en una forma de juego más elaborado con el agregado de nuevas reglas, también es posible que fuera llevado a Inglaterra desde Holanda, donde se le denominaba Lanterlu o Lanturlu, o el norte de Alemania, donde se le denominaba Lenter. Sea como fuere, a comienzos del siglo XVIII era el juego de naipes más popular de Inglaterra. Se le consideraba un gran pasatiempo de los ricos de esa época, pero durante el siglo XIX adquirió una muy mala reputación como un juego de apuestas viciosas en las tabernas.

## Etimología
El Oxford English Dictionary cita una referencia de 1685 al "Pam en Lanterloo", y Chatto cita un panfleto político holandés de 1648 titulado Het herstelde Verkeer-bert verbetert in een Lanterluy-spel, con un diálogo donde el juego "Labate" se compara (de allí el francés Triomphe se denominó La Bête, "La Bestia", en Cotton's Complete Gamester, véase también Labet) con "Lanterluy". Esta es la primera referencia escrita del juego.
El nombre "Pam", para referirse a la J♣ en su capacidad de ser el triunfo permanente de mayor valor en el Loo de cinco naipes, representa un antiguo personaje cómico-erótico llamado Pánfilo (palabra latina de raíz griega, que significa "querido por todos") o "Pamphile", en francés, described as "an old bawd" by the New Zealand-born English lexicographer Eric Partridge.

## Descripción
En el juego participan de 3 a 8 jugadores utilizando un mazo de 52 naipes. Los jugadores intentan ganar bazas, y en cada vuelta pueden jugar o abstenerse. Las principales variantes son el Loo de tres naipes, el Loo irlandés y el Loo de cinco naipes. El turno para repartir y jugar pasa siempre hacia la izquierda.